# Chiton perviridis
Chiton perviridis is een keverslakkensoort uit de familie van de Chitonidae. De wetenschappelijke naam van de soort is voor het eerst geldig gepubliceerd in 1865 door Carpenter als Chiton (Lophyrus) perviridis.